# 斯坦博洛沃市鎮

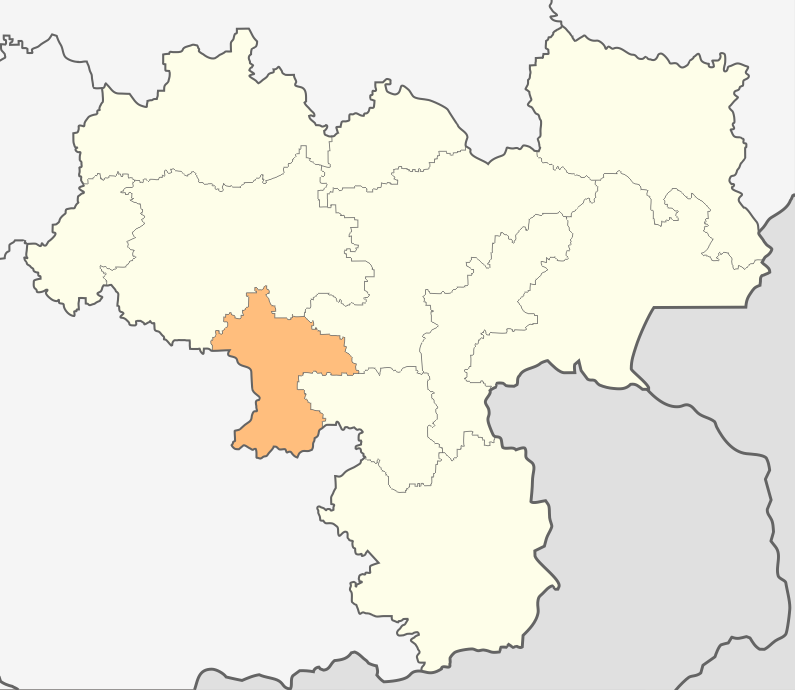

斯坦博洛沃市，是保加利亞的城鎮，位於該國南部，由哈斯科沃州負責管轄，首府設於斯坦博洛沃，面積277平方公里，2011年人口5,934，人口密度每平方公里21.4人。